# Bye Bye (風の曲)
「Bye Bye」（バイ バイ）は、日本のフォークデュオ「風」の6枚目のシングルである。

## 背景
表題曲の「Bye Bye」は、アルバム『MOONY NIGHT』からのシングルカットである。
このシングルを最後に、風は1979年に活動を休止した。

## 収録曲
| #         | タイトル         | 作詞・作曲 | 編曲      | 時間 |
| --------- | ---------------- | ---------- | --------- | ---- |
| 1.        | 「Bye Bye」      | 伊勢正三   | 佐藤準    | 4:58 |
| 2.        | 「Good Feeling」 | 大久保一久 | 瀬尾一三  | 4:29 |
| 合計時間: | 合計時間:        | 合計時間:  | 合計時間: | 9:27 |

## 収録アルバム
- MOONY NIGHT（1978年10月5日、GWS-4002）
- 風ベスト（1981年、GWP-1007）
- 風 ベスト・セレクション（1986年3月15日、ZL-2009/10）
- 風 17SONGS（1986年3月15日、ZL-110）
- オール・ザ・ベスト（1996年10月23日、CRCP-28109）
- スーパーセレクト 風 ベスト35（1998年3月4日、CRCP-28114/5）
- 風 セレクション（2003年5月1日、CRCP-20317）
- シングル・コレクション -22才の別れ-[1]（2007年7月4日、CRCP-20406）
- 風ベスト（2008年1月16日、CRCP-20423）